# 12 несогласных
«12 несогласных» — книга Валерия Панюшкина о жизни и политической деятельности ряда участников современного оппозиционного движения России, принимавших участие в Маршах несогласных. Роман издан в 2009 году издательством «Захаров», его презентация намечена на 7 июля[уточнить] в книжном магазине «Библио-Глобус».
Книга состоит из одиннадцати новелл, у каждой из которых есть центральный персонаж — один из участников неразрешённых демонстраций протеста. Эти персонажи — Марина Литвинович, Виссарион Асеев, Анатолий Ермолин, Мария Гайдар, Илья Яшин, Сергей Удальцов, Максим Громов, Наталья Морарь, Виктор Шендерович, Андрей Илларионов и Гарри Каспаров. Двенадцатым несогласным, по признанию автора книги в его интервью Радиостанции «Свобода», является он сам; избранное Панюшкиным число 12 — это, по его словам,

отсыл и к Евангелию, и к поэме Блока «Двенадцать», к фильму Никиты Михалкова, в конце концов. Сама книжка устроена так, что в ней прослеживаются какие-то события, которые произошли с конкретными людьми и которые заставили этих людей выйти на площадь и получить дубинкой по голове. Самое интересное для меня: пытаясь написать, с одной стороны, книгу документальную, с другой стороны я позволяю себе залезать в душу своим персонажам, в мозг, в память, как это может позволить себе только романист.

Рецензенты новой книги разошлись во мнениях. По мнению одной журналистки,

дело тут не в том, что она интересная, захватывающая или у автора отличный слог. Обычные критерии оценки литературы к ней не подходят. Это не тот случай, когда говорят, что «о вкусах не спорят» или «не мой жанр». «12 несогласных» — тест для читателя, так же, как, например, булгаковское «Собачье сердце».

С точки зрения рецензента, близкого к национал-большевикам, напротив,

Откровенная ложь, передергивание фактов, путаница в событиях, вот что ждёт читателя этого произведения.

## Выходные данные книги
- Панюшкин В. 12 несогласных. — М.: Захаров, 2009. — 288 с. — ISBN 978-5-8159-0915-1.